# 不伦瑞克公爵墓

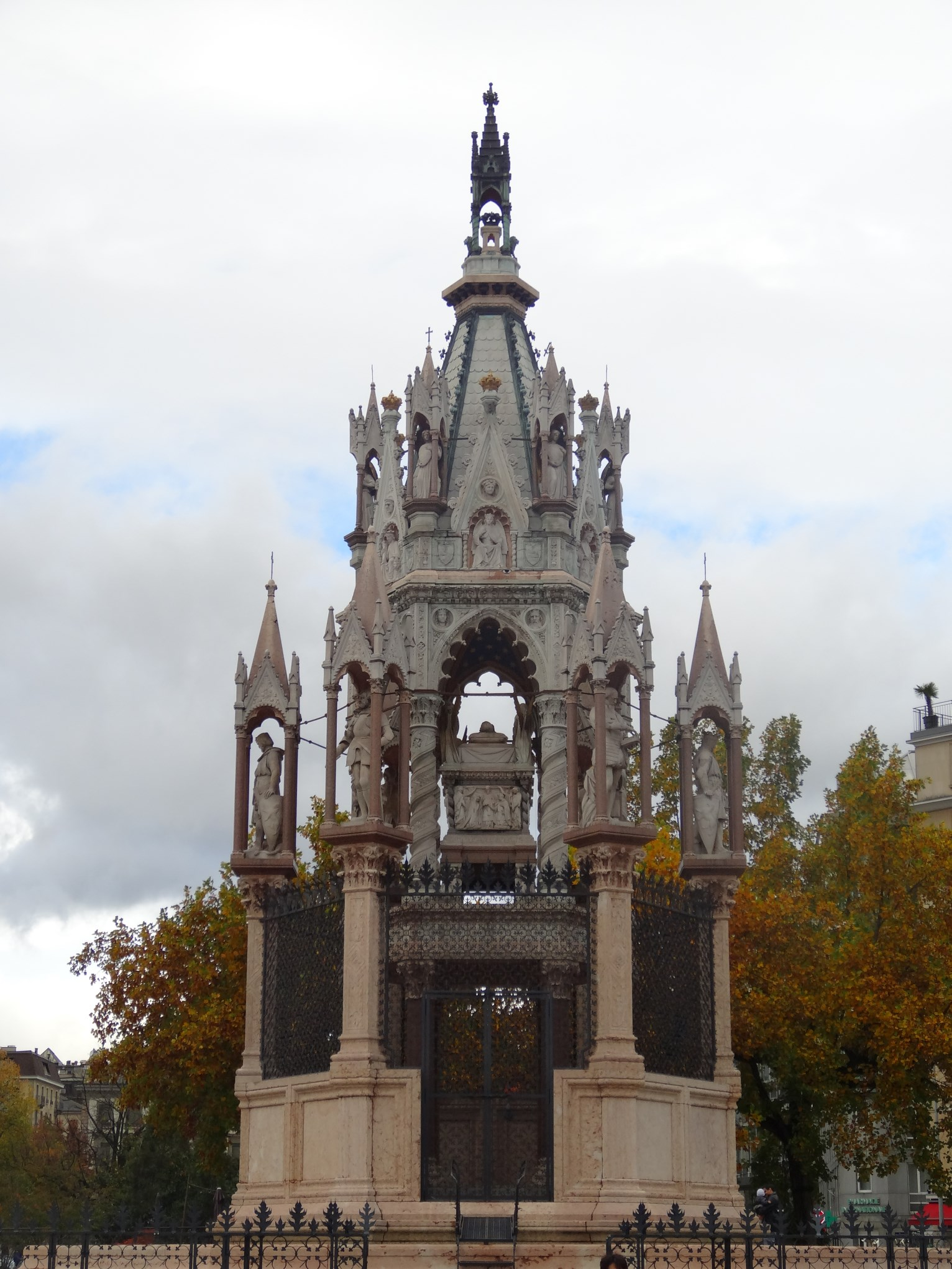
不伦瑞克公爵墓

不伦瑞克公爵墓（法語：Monument Brunswick）是不倫瑞克公爵卡爾二世的墓，1879年建于瑞士日内瓦，模仿维罗纳的斯卡拉家族墓地。不伦瑞克公爵卡爾二世将自己的财产捐给了日内瓦，1873年死在这座城市。